# توني هيل
توني هيل (بالإنجليزية: Anthony C. Hill)‏ هو سياسي أمريكي، ولد في 9 سبتمبر 1957 في الولايات المتحدة. حزبياً، نشط في الحزب الديمقراطي. وقد انتخب عضو مجلس ولاية فلوريدا وانتخب عضو مجلس نواب فلوريدا.